# جيمس مكاي هاردينغ
جيمس مكاي هاردينغ هو سياسي كندي، ولد في 24 يناير 1926 في كندا، وتوفي في 23 يناير 1995. حزبياً، نشط في جمعية المحافظين التقدمية لنوفا سكوشا. وقد انتخب عضو مجلس نواب نوفا سكوتيا.